# Ночь 4 августа 1789 года

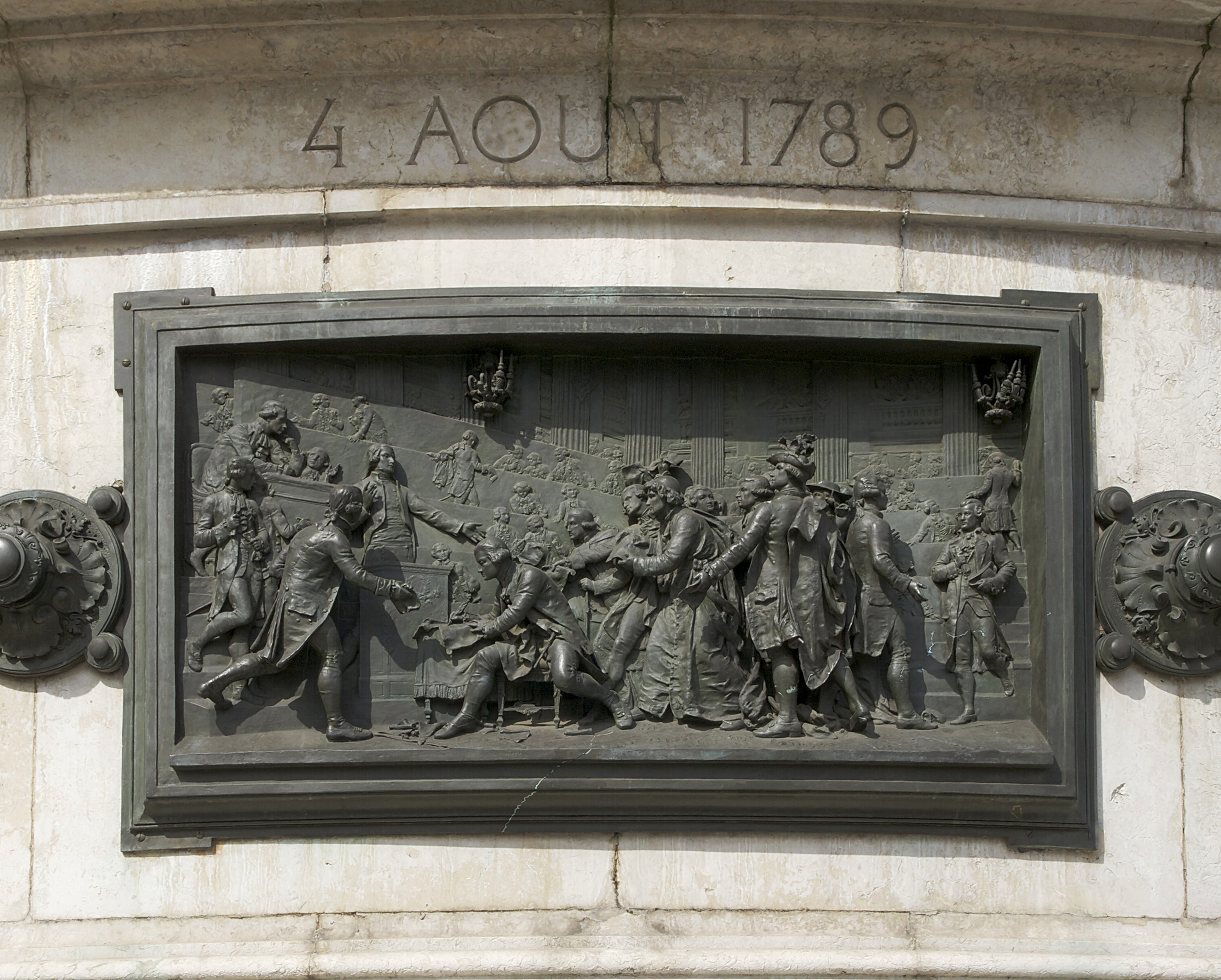
Барельеф, посвящённый ночи 4 августа, на пьедестале Статуи республики в Париже

Ночь 4 августа 1789 года (фр. la nuit du 4 août 1789), также известная как «ночь чудес» — знаменательный момент Великой французской революции: в ходе проводившегося в эту ночь заседания, Учредительное собрание Франции положило конец феодальному строю, отменив привилегии двух правящих сословий, духовенства и дворянства.

## Историческая обстановка
Летом 1789 года крестьяне, не видя со стороны Национального собрания удовлетворения жалоб, выраженных в наказах, подняли в разных местах восстание, поджигали замки, уничтожали феодальные документы. Собрание, до того времени занимавшееся исключительно вопросами о политических преобразованиях, встревожилось известиями из провинций и решилось приступить к отмене феодализма: дворяне и духовенство видели, что нужно пожертвовать одной частью прав, чтобы сохранить за собой другую.

## Предложения и декреты

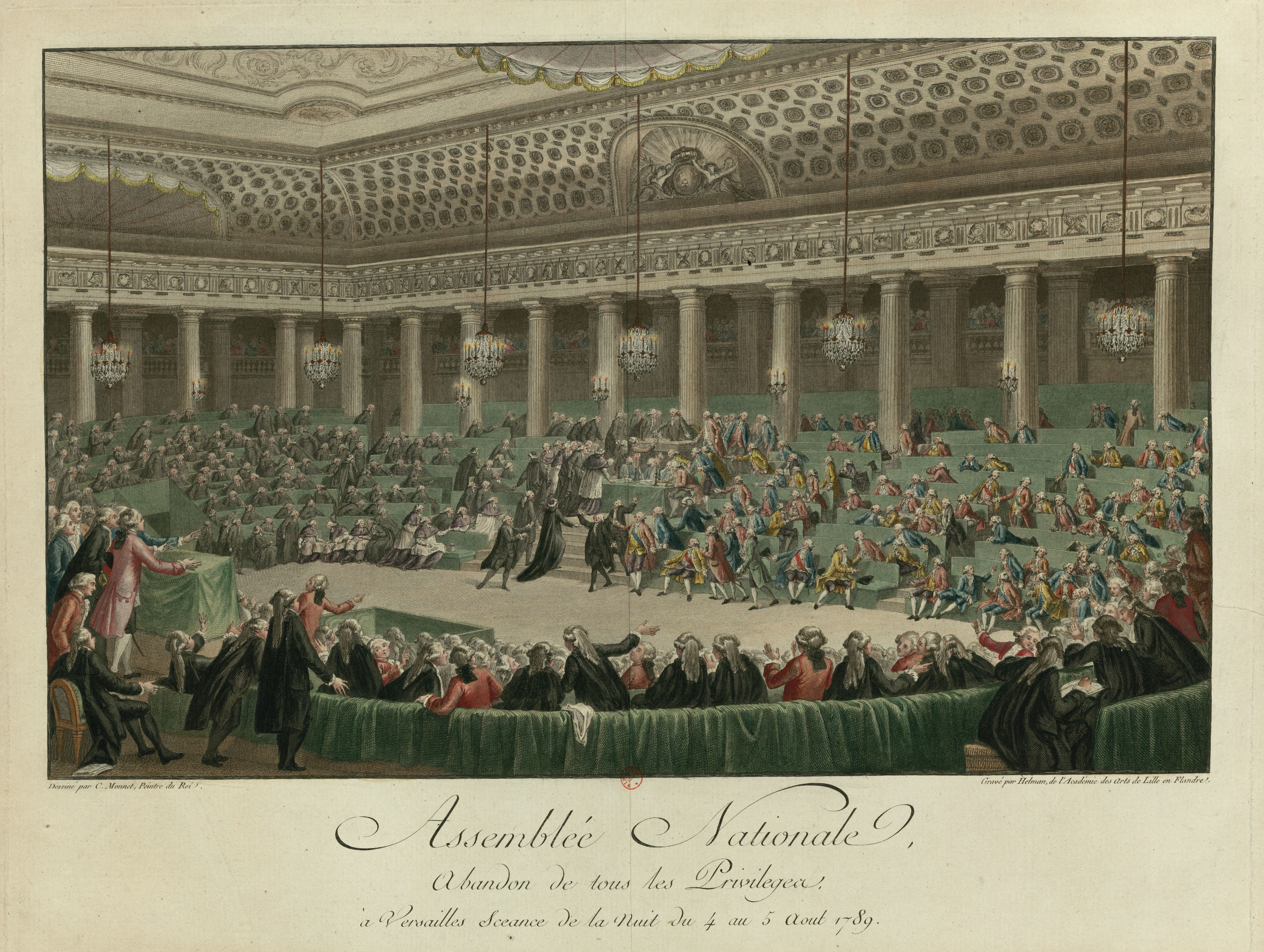
Учредительное собрание 4 августа 1789 г. на гравюре по картине Шарля Монне (Музей французской революции).

Некоторые дворяне, воспитанные на идеях XVIII века и в числе первых перешедшие 25 июня на сторону третьего сословия (виконт де Ноайль, герцог д’Эгильон, герцог де Ларошфуко, граф де Ламет и др.), договорились между собой взять на себя инициативу переворота.
Ноайль предложил возвести в закон равенство в налогах, уничтожение обременительных для народа привилегий, выкуп феодальных повинностей, безвозмездную отмену барщины и т. д. Такое же предложение внёс и д’Эгильон, распространяя, однако, выкуп и на последнюю категорию феодальных прав. За ними на трибуну всходили одни за другими депутаты от дворянства, духовенства и городов, отказываясь от сословных, корпоративных и провинциальных привилегий, своих и чужих. Все предложения встречались громом аплодисментов, многие плакали от умиления и восторга; секретари едва успевали записывать то, что предлагалось и говорилось.
Общие принципы, сформулированные в декретах 4—11 августа, не представляли ничего нового сравнительно с требованиями, заявленными в наказах третьего сословия, а отчасти и двух первых сословий:
- наказы дворян требовали уничтожения остатков крепостничества, сохранившегося преимущественно на церковных землях, и отмены десятины;
- наказы духовенства — уничтожения права охоты и патримониального суда;
- наказы третьего сословия в громадном большинстве высказывались и за то, и за другое, восставая, вместе с тем, против налоговых изъятий.

Поэтому в решениях 4 августа следует видеть не столько великодушный порыв, сколько неизбежный шаг, вызванный всем предшествовавшим ходом событий. Декреты 4 августа встретили противодействие со стороны короля, под влиянием придворной партии долго не соглашавшегося «обобрать своё духовенство и своё дворянство».